# Jan Králík (Unihockeyspieler)
Jan Králík (* 3. Dezember 1987) ist ein tschechischer Unihockeyspieler auf der Position des Stürmers.

## Karriere
Králík begann seine Karriere 2007 in der zweiten Mannschaft beim tschechischen Club FBC Štíři České Budějovice.
Am 18. September reichte TJ Sokol Praha Královské Vinohrady das Transfergesuch dem Tschechischen Unihockeyverband ein. In der Tschechischen Liga sammelte Králík eine grosse Anzahl an Strafen. Zum Ende der Saison 2014/15 sammelte er am zweitmeisten Strafen in der tschechischen Tipsport Superliga.
Am 21. Juli verkündete der UHC Waldkirch-St. Gallen den Transfer von Jan Králík vom tschechischen Verein TJ Sokol Praha Královské Vinohrady. Der Transfer des Tschechen kam überraschend, da der Verein für die Saison angekündigt hatte, keine ausländischen Spieler unter Vertrag zu nehmen. Kralik und der ebenfalls vom selben Club zustossende Ondrej Houra werden nicht entlöhnt.
Am 14. Dezember verkündete der UHC Waldkirch-St. Gallen das Králík beim Spiel vom 16. Dezember 2017 sein letztes Spiel für den UHC Waldkirch-St. Gallen bestreiten wird.
Per 1. Januar 2018 wechselt Králík zum norwegischen Verein Sarpsborg Sharks IBK. Nach kurzer Zeit verliess er jedoch den norwegischen Verein wieder. Králík wechselte während der Saison 2018/19 zurück nach Tschechien zu seinem Ausbildungsverein FBC Štíři České Budějovice.
Aufgrund der Saisonunterbrechung der zweithöchsten tschechischen Spielklasse schloss er sich temporär TJ Sokol Praha Královské Vinohrady an.